# São Paulo (oraș)
São Paulo (în traducere din portugheză Sfântul Pavel) este un municipiu brazilian, capitala statului cu același nume și principalul centru financiar, economic și comercial al Americii Latine. Este cel mai mare oraș din Brazilia, din America de Sud și din emisfera sudică. Unul din orașele braziliene cele mai influente global, São Paulo ocupă locul 14 în lista celor mai globalizate orașe ale lumii, fiind numit oraș global alpha (Alpha- World City) de către Globalization and World Cities Study Group & Network. Orașul este cunoscut la nivel mondial și exercită o influență semnificativă atât în Brazilia, cât și internațional din punct de vedere cultural, economic și politic. În São Paulo se află monumente și muzee importante, cum ar fi Memorial da América Latina sau Muzeul Limbii Portugheze. Tot aici se organizează evenimente cunoscute, cum ar fi Bienalul Internațional al Artei, Premiul Mare al Brazilei și São Paulo Fashion Week.
Al 19-lea oraș al lumii, după bunăstare, municipiul aduce 12,26% din PIB brazilian și 36% din producția de bunuri și servicii a statului São Paulo, fiind sediul a 63% dintre companiile internaționale întemeiate în Brazilia.
Regiunea metropolitană a municipiului are 19.223.897 de locuitori, ce îl face să fie a 6-a conurbație a Pământului. Orașul are o deviză, sentință latină „Non ducor, duco” însemnând „Nu sunt condus, conduc”.

## Economie
São Paulo este orașul cu cea mai mare economie din America de Sud, este a zecea în lume - în termeni de PIB, și se așteaptă să fie a șasea cea mai mare din lume -în 2025. Conform datelor furnizate de IBGE, produsul intern brut (PIB) în 2006 a fost de R $ 282 852 338 000, echivalent la cam  12,26 % din PIB-ul brazilian și 36 % din valoarea tuturor producției de bunuri și servicii ale statului de São Paulo. După cum Pricewaterhouse Coopers creșterea economică anuală a orașului este de 4,2 %.
Centrul financiar-economic cel mai mare din Brazilia, São Paulo trece printr-o profundă transformare. São Paulo a fost orașul cu cel mai puternic caracter industrial, dar, în ultimii ani, economia  țării a trecut, din ce în ce mai mult, la, reconversia  bazată pe sectorul terțiar, axat pe servicii și afaceri. Orașul este unic între orașelor braziliene prin marele lui număr de firme străine. Mulți analiști semnalează că São Paulo este un oraș global important, în ciuda faptului că această clasificare poate fi criticată, având în vedere gravele lui probleme de excludere socială și segregare spațială.  În pofida faptului că este centrul financiar cel mai important al țării, São Paulo prezintă un înalt grad de informatizare în economie.

## Orașe înfrățite
São Paulo este înfrățit cu 39 de orașe:
| - Abidjan, Coasta de Fildeș din 1981 - Alta Floresta, Brazilia din 1995 - Amman, Iordania din 1997 - Asunción, Paraguay din 1998 - Bamako, Mali din 2000 - Barcelona, Spania din 1985 - Beijing, China din 1999 - București, România din 2007 - Buenos Aires, Argentina din 1999 - Cluj-Napoca, România din 2000 - Coimbra, Portugalia din 1996 - Córdoba, Spania, din 2001 - Damasc, Siria din 1999 - Erevan, Armenia din 1999 - Funchal, Portugalia din 1998 - Góis, Portugalia din 2000 - Hamburg, Germania din 2005 - Havana, Cuba din 1997 - La Paz, Bolivia din 1999 - La Plata, Argentina din 1988 - Leiria, Portugalia din 1996 | - Lima, Peru din 2002 - Luanda, Angola din 1993 - Lisabona, Portugalia din 1995 - Macao, China din 1999 - Mendoza, Argentina din 1998 - Miami, Florida, Statele Unite din 1988 - Milano, Italia din 1962 - Montevideo, Uruguay din 2001 - Naha, Japonia din 1998 - Ningbo, China din 2002 - Osaka, Japonia din 1985 - Presidente Franco, Paraguay din 1944 - San Cristóbal de La Laguna, Spania din 1990 - San José, Costa Rica din 1999 - Santiago de Chile, Chile din 1998 - Santiago de Compostela, Spania din 2000 - Seul, Coreea de Sud din 1997 - Shanghai, China din 1988 - Tel Aviv, Israel din 2004 - Toronto, Canada din 1999 |

## Personalități născute aici
- Alberto da Costa e Silva (n. 1931), istoric, poet, diplomat;
- Paulo Maluf (n. 1931), om politic;
- Roberto Rivelino (n. 1946), fotbalist;
- Emerson Fittipaldi (n. 1946), pilot de Formula 1;
- Ayrton Senna (1960 - 1994), pilot de Formula 1;
- Cafu (n. 1970), fotbalist;
- Caco Ciocler (n. 1971), actor;
- Rubens Barrichello (n. 1972), pilot de Formula 1;
- Anderson Silva (n. 1975), luptător arte marțiale;
- Luciano Burti (n. 1975), pilot de Formula 1;
- Tania Khalill (n. 1977), actriță;
- Mariana Ximenes (n. 1981), actriță;
- Felipe Massa (n. 1981), pilot de Formula 1;
- Cacau (n. 1981), fotbalist;
- Eduardo Saverin (n. 1982), om de afaceri, unul dintre cofondatorii Facebook;
- Roger Guerreiro (n. 1982), fotbalist;
- Alice Braga (n. 1983), actriță;
- Ebert William Amâncio (n. 1983), fotbalist;
- Paulinho (n. 1988), fotbalist;
- Luisa Stefani (n. 1997), jucătoare de tenis.